# Frimpong Manso
Frimpong Manso (ur. 15 maja 1959) – ghański piłkarz grający na pozycji obrońcy. W swojej karierze rozegrał 25 meczów i strzelił 2 gole w reprezentacji Ghany.

## Kariera klubowa
W swojej karierze piłkarskiej Manso grał w klubach Cornerstones Kumasi i Asante Kotoko SC. Z Asante Kotoko wywalczył dwa mistrzostwa Ghany w sezonach 1991/1992 i 1992/1993. Zdobył też Puchar Ghany w sezonie 1994/1995.

## Kariera reprezentacyjna
W reprezentacji Ghany Manso zadebiutował 7 sierpnia 1988 roku w zremisowanym 0:0 meczu eliminacji do MŚ 1990 z Liberią, rozegranym w Akrze. W 1992 roku był w kadrze Ghany na Puchar Narodów Afryki 1992. Był na nim podstawowym zawodnikiem Ghany i rozegrał cztery mecze: grupowe z Zambią (1:0) i z Egiptem (1:0), ćwierćfinałowy z Kongiem (2:1) i finał z Wybrzeżem Kości Słoniowej (0:0, k. 10:11).
W 1994 roku Manso został powołany do kadry na Puchar Narodów Afryki 1994. Na tym turnieju zagrał w trzech meczach: grupowych z Gwineą (1:0) i z Senegalem (1:0) oraz w ćwierćfinale z Wybrzeżem Kości Słoniowej (1:2). Od 1988 do 1994 rozegrał w kadrze narodowej 25 meczów i strzelił 2 gole.